# Ambassade du Sénégal en France
 (juillet 2025).
L'ambassade du Sénégal en France est la représentation diplomatique de la république du Sénégal auprès de la République française, depuis que le Sénégal est indépendant de la France. Elle est située au 14 avenue Robert-Schuman, dans le 7e arrondissement de Paris, la capitale du pays. Son ambassadeur est, depuis 2019, El Hadji Magatte Seye, également accrédité à Monaco et à Andorre.

## Ambassadeurs du Sénégal en France
Les ambassadeurs du Sénégal en France ont été successivement :
| Date de nomination | Date de nomination | Date de remise des lettres de créance | Date de remise des lettres de créance | Ambassadeur           |
| ------------------ | ------------------ | ------------------------------------- | ------------------------------------- | --------------------- |
| ?                  |                    | 1960                                  |                                       | André Guillabert      |
| ?                  |                    | 31 décembre 1962                      | [ JORF 1 ]                            | Gabriel d'Arboussier  |
| ?                  |                    | 11 juillet 1964                       | [ JORF 2 ]                            | Médoune Fall          |
| ?                  |                    | 25 juillet 1966                       | [ JORF 3 ]                            | Léon Boissier-Palun   |
| ?                  |                    | 19 décembre 1966                      | [ JORF 4 ]                            | André Guillabert      |
| ?                  |                    | 16 février 1978                       | [ JORF 5 ]                            | Amadou Cissé          |
| ?                  |                    | 14 septembre 1988                     | [ JORF 6 ]                            | Massamba Sarre        |
| 19 février 1996    | [ JORS 1 ]         | 9 mai 1996                            | [ JORF 7 ]                            | Kéba Birane Cissé     |
| 31 août 2001       | [ JORS 2 ]         | 15 novembre 2001                      | [ JORF 8 ]                            | Doudou Salla Diop     |
| ?                  |                    | 26 janvier 2009                       | [ JORF 9 ]                            | Maïmouna Sourang Ndir |
| ?                  |                    | 11 juillet 2012                       | [ JORF 10 ]                           | Mankeur Ndiaye        |
| ?                  |                    | 22 février 2013                       | [ JORF 11 ]                           | Paul Badji            |
| ?                  |                    | 8 septembre 2015                      | [ JORF 12 ]                           | Bassirou Sene         |
| ?                  |                    | 10 décembre 2019                      | [ JORF 13 ]                           | El Hadji Magatte Seye |

## Consulats
Le Sénégal possède des consulats généraux à Paris (22 rue de l'Amiral-Hamelin), Lyon (97 rue Garibaldi), Bordeaux, et Marseille, des consulats honoraires à Lille, Nantes, Rouen, Nancy et Strasbourg, et une agence consulaire au Havre.

## Autres bâtiments
- Consulat général du Sénégal, 22 rue de l'Amiral-Hamelin (16e arrondissement de Paris).
- Service de gestion des étudiants sénégalais à l'étranger de l'ambassade du Sénégal, 32 rue de la Tour (16e arrondissement de Paris).
- La résidence de l'ambassadeur se situe au 23 rue Vineuse (16e arrondissement de Paris).

## Galerie

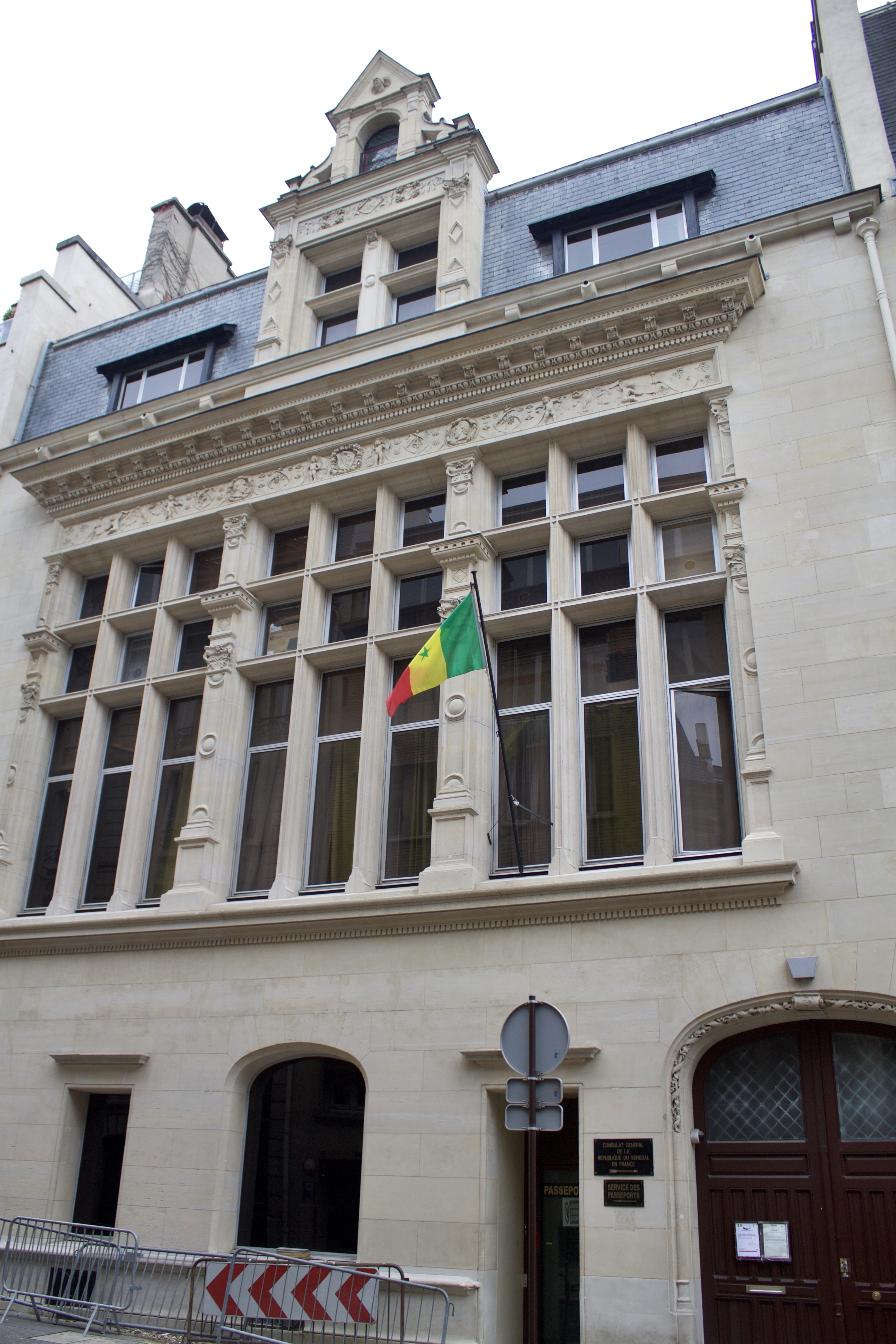
Consulat général du Sénégal à Paris.
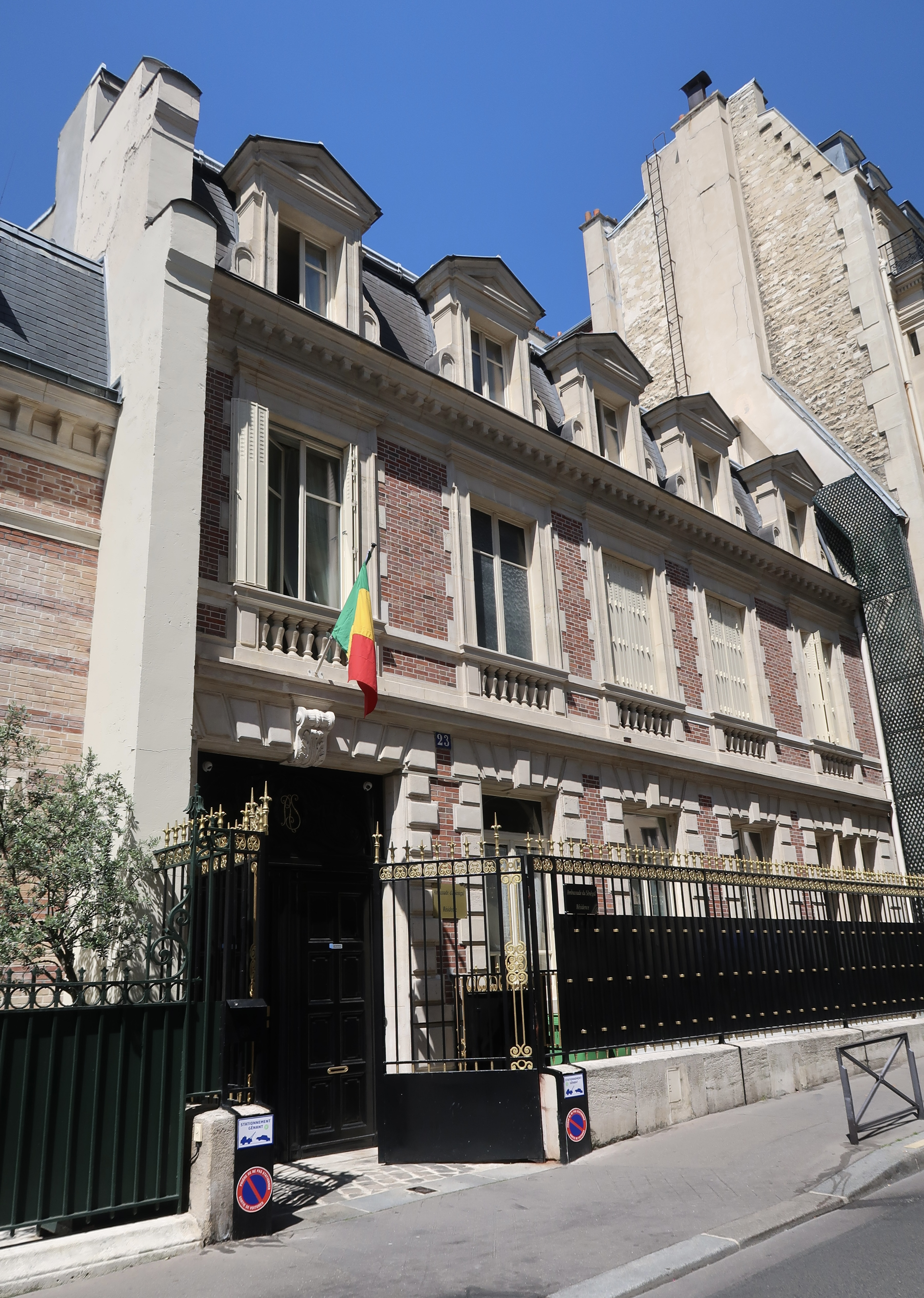
Résidence de l'ambassadeur du Sénégal en France.